# North Greenbush
North Greenbush – miasto w Stanach Zjednoczonych, w stanie Nowy Jork, w hrabstwie Rensselaer.